# En by i provinsen
 Der er for få eller ingen kildehenvisninger i denne artikel, hvilket er et problem. Du kan hjælpe ved at angive troværdige kilder til de påstande, som fremføres i artiklen.

En by i provinsen er en dansk politiserie som blev sendt på Danmarks Radio fra 1977 til 1980. Der blev lavet i alt 17 afsnit, alle instrueret af Bent Christensen.
Serien foregår i den fiktive danske provinsby Svanbjerg, hvor den københavnske kriminalinspektør Eriksen og den lokale kriminalassistent Samuelsen sammen må opklare en række forbrydelser.
Svanbjerg er en by med industri- og fiskerihavn, etageejendomme, villakvarterer, strøggader og store og små virksomheder.
Den geografiske placering er ikke ens i seriens forskellige afsnit (nogle gange flyver seriens hovedpersoner til København, andre gange kører de en smuttur i bil).[kilde mangler] Der er flere lignende uoverensstemmelser, sandsynligvis fordi serien blev skrevet af fem forskellige forfattere. Serien blev optaget i bl.a. Taastrup, Hundige, Roskilde, Ballerup, Valby, Vanløse, Sengeløse, Rødovre, Næstved og Køge.
Forfatterteamet bag serien bestod af Leif Panduro, Johannes Møllehave, Anders Bodelsen, Poul Ørum og Poul-Henrik Trampe.
Serien var meget populær i sin tid. Blandt de medvirkende er Jens Okking og Henning Moritzen og vigtige bifigurer som fx Dirch Passer, der spiller en excentrisk hotelvært med gastronomiske ambitioner, der er for store til byen.
Musikken blev skrevet af Fuzzy, og trompetsoloen i titelmelodien blev spillet af jazzmusikeren Theis Jensen.

## Oversigt over de enkelte episoder
| Sæson 1 | Episodens titel                    | Forfatter          | Original sendedato |
| ------- | ---------------------------------- | ------------------ | ------------------ |
| 1       | Generalforsamling i Handelsstanden | Leif Panduro       | 9. april 1977      |
| 2       | 33 vil ikke forstyrres             | Leif Panduro       | 16. april 1977     |
| 3       | Den skøre svensker                 | Leif Panduro       | 23. april 1977     |
| 4       | Sagen afsluttet                    | Leif Panduro       | 30. april 1977     |
| Sæson 2 | Episodens titel                    | Forfatter          | Original sendedato |
| 5       | Jackpot hver gang                  | Johannes Møllehave | 25. marts 1978     |
| 6       | Gæster fra hovedstaden             | Poul-Henrik Trampe | 1. april 1978      |
| 7       | En ulykke alene                    | Poul Ørum          | 8. april 1978      |
| 8       | Et barn savnes                     | Anders Bodelsen    | 15. april 1978     |
| 9       | Den skødesløse politimand          | Poul-Henrik Trampe | 29. april 1978     |
| Sæson 3 | Episodens titel                    | Forfatter          | Original sendedato |
| 10      | Kun mennesker                      | Poul-Henrik Trampe | 7. april 1979      |
| 11      | Brand                              | Anders Bodelsen    | 14. april 1979     |
| 12      | Disse prægtige maskiner            | Johannes Møllehave | 21. april 1979     |
| 13      | Afvigeren                          | Poul Ørum          | 28. april 1979     |
| Sæson 4 | Episodens titel                    | Forfatter          | Original sendedato |
| 14      | Den gavmilde servitrice            | Poul-Henrik Trampe | 26. april 1980     |
| 15      | Lugten i bageriet                  | Poul Ørum          | 3. maj 1980        |
| 16      | Det anonyme brev                   | Johannes Møllehave | 10. maj 1980       |
| 17      | D-Dag                              | Anders Bodelsen    | 17. maj 1980       |

## Faste medvirkende
| - Henning Moritzen som kriminalinspektør Henning Leslie Eriksen - Jens Okking som kriminalassistent Øjvind Samuelsen - Birgit Sadolin som Louise Samuelsen - Ulla Jessen som socialrådgiver Lisbeth Frandsen - Dirch Passer som hotelejer Didrichsen - John Martinus som portier Bech på Hotel Gripholm | - Lars Lunøe som kriminalassistent Hansen - Tommy Kenter som kriminalassistent Poulsen (Prins Valiant) (sæson 1 og 2) - Steen Springborg som kriminalassisten H. E. Blücher-Olsen (sæson 3 og 4) - Claus Strandberg som kriminalassistent Per Nyholm (sæson 4) - Bjørn Watt-Boolsen som politiassesor Wernersen - Pouel Kern som kredslægen |